# Malpartida (Almeida)
Malpartida ist ein Ort und eine ehemalige Gemeinde (Freguesia) im portugiesischen Kreis Almeida. In der Gemeinde lebten 172 Einwohner (Stand 30. Juni 2011).
Am 29. September 2013 wurden die Gemeinden Malpartida und Vale de Coelha zur neuen Gemeinde União das Freguesias de Malpartida e Vale de Coelha zusammengefasst. Malpartida ist Sitz dieser neu gebildeten Gemeinde.
Beim Ort liegt das Vale de Coelha mit der Felskgräbernekropole.